# تینیوسیوس
تینیسییس دهستانی در استان آبیلای اسپانیا است.
در این دهستان ۷۸۹ نفر زندگی می‌کنند. مساحت این دهستان ۲۷٫۱۳ کیلومتر مربع است.